# عملية الثعلب الفضي
عملية الثعلب الفضي (بالألمانية: Unternehmen Silberfuchs) هي عملية عسكرية مشتركة بين القوات الألمانية والفنلندية خلال الحرب العالمية الثانية نفذت في 29 يونيو 1941 حتى 17 نوفمبر 1941 بهدف احتلال ميناء مورمانسك السوفيتي عبر مهاجمته من الأراضي الفنلندية والنرويجية. العملية شملت 3 مراحل هي عملية الرنة وعملية الثعلب البلاتيني وعملية الثعلب القطبي.

## التخطيط والاستعدادات
خططت ألمانيا بعد احتلالها للنرويج في يوليو 1940 أن تستولي على مناجم النيكل في بتسامو في الاتحاد السوفيتي من خلال عملية عسكرية أطلق عليها اسم ريندير أي الرنة وذلك في حال حدود حرب سوفيتية فلندية جديدة. وقد تحصلت ألمانيا على حق نقل القوات والإمدادات عبر شمال فلندا منذ سبتمبر 1940.
في يناير 1941 أرسل الضابط إريك بوشننهاغن إلى فلندا لبحث إمكانيات التعاون المشترك بين فلندا وألمانيا ضد الاتحاد السوفيتي تحت مظلة القيادة الفلندية.
في نهاية فبراير فوض بوشننهاغن للتباحث حول عمل هجومي مشترك مع الفلنديين، ووضعت الخطط للقوات الألمانية في النرويج للتحرك إلى الأراضي الفلنتدية واطلق على هذه العمليات اسم الثعلب الأزرق 1 والثعلب الأزرق 2، وقد انتقلت 5 فرق ألمانيا مع عدد كبير من الوحدات الملحقة بما في ذلك وحدتين من دبابات البانزر حيث تجمعت هذه القوات في شمال فلندا في يونيو 1941.

## عملية الرنة
هي عملية عسكرية مشتركة بين ألمانيا النازية وفنلندا ضد الاتحاد السوفياتي عام 1941

## عملية الثعلب البلاتيني
عملية الثعلب البلاتيني (بالألمانية: Unternehmen Platinfuchs) هو هجوم عسكري شنته القوات القوات الألمانية والفنلندية في 29 يونيو - 21 سبتمبر 1941 ضد ميناء مورمانسك السوفيتي خلال الحرب العالمية الثانية.